# 23898 Takir
23898 Takir este un asteroid din centura principală de asteroizi.

## Descriere
23898 Takir este un asteroid din centura principală de asteroizi. A fost descoperit pe 17 septembrie 1998 la Stația Anderson Mesa în cadrul programului LONEOS. Asteroidul prezintă o orbită caracterizată de o semiaxă mare de 3,21 ua, o excentricitate de 0,16 și o înclinație de 2,5° în raport cu ecliptica.